# Zagadnienie poprawnie postawione
Zagadnienie poprawnie postawione (dobrze postawione) – zagadnienie fizyczne lub matematyczne opisane przez układ równań różniczkowych cząstkowych i zachowujące się dobrze w zastosowaniach
praktycznych.
Def. Zagadnieniem poprawnie postawionym nazywamy zagadnienie:
{\displaystyle F(x,u,Du,\dots ,D^{m}u)=0,u:{\mathcal {D}}\to \mathbb {R} ^{n}}
wraz z warunkami brzegowymi
{\displaystyle Au=G,}
które spełnia następujące warunki:
1. Rozwiązanie równania istnieje w odpowiedniej wymaganej klasie regularności, np. typowo {\displaystyle C^{2}(int({\mathcal {D}}))\cap {}C^{0}(\partial {\mathcal {D}}).}
2. W tej klasie rozwiązanie jest jednoznaczne.
3. W tej klasie rozwiązanie jest stabilne, tj. jeśli mamy takie same zagadnienia z różnymi warunkami brzegowymi {\displaystyle Au_{0}=G_{0},} {\displaystyle Au_{1}=G_{1}} oraz warunki brzegowe są „bliskie” {\displaystyle \|G_{0}-G_{1}\|<\epsilon ,} to rozwiązania równań są również „bliskie” {\displaystyle \|u_{0}-u_{1}\|<\epsilon .} Inny słowy rozwiązanie jest ciągłe względem warunków początkowych.

Zagadnienia dobrze postawione są ważne z praktycznego punktu widzenia: ich rozwiązania można dobrze obliczać.